# Führergondel

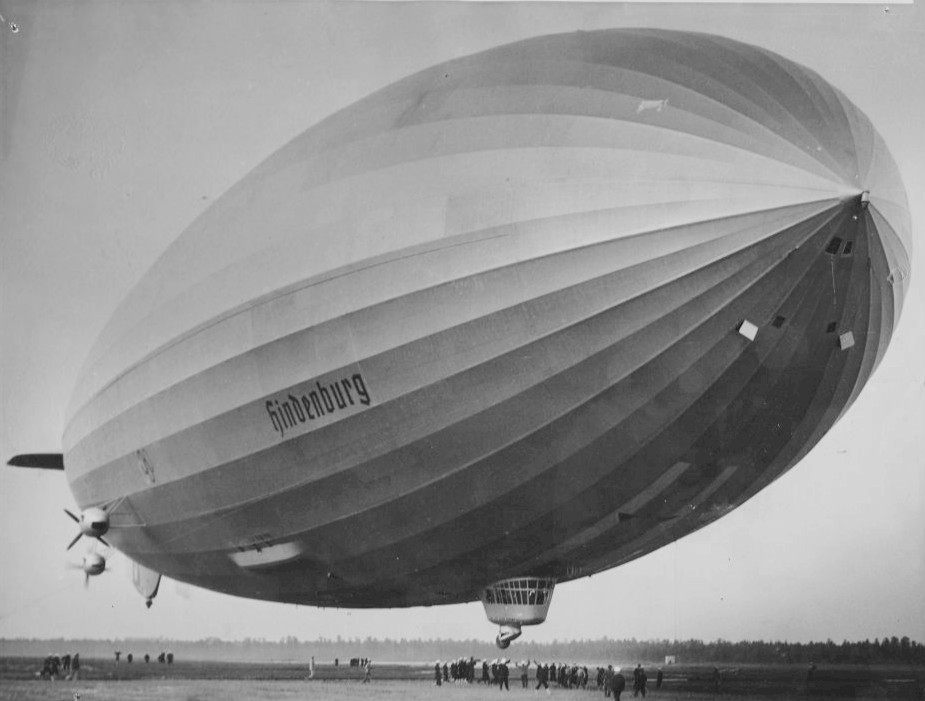
LZ 129 „Hindenburg“, unten gut erkennbar die Führergondel mit dem Bugrad

Eine Führergondel ist eine Kabine an der Unterseite eines Luftschiffes, die der Steuerung und technischen Überwachung des Fahrzeugs dient und somit keine Kabinen oder Fahrgastbereiche enthält.

## Aufbau
Eine Führergondel besteht häufig aus mehreren Räumen, darunter der Steuerraum; auch ein Navigations-, Peil- oder Funkraum sind teils vorhanden. Oft ist die Gondel vom Luftschiffkörper aus über eine Leiter zu erreichen und/oder an den Kielgang angeschlossen. Im Falle der Möglichkeit des Startens und Landens vom Boden aus wird an der Führergondel häufig das Bugrad befestigt, da sie neben der Kielflosse den tiefsten Punkt des Luftschiffs darstellt. Die Verglasung besteht häufig, anders als die restlichen Fenster, aus zwei Millimeter dickem Plexiglas oder Glas. Häufig dient die Führergondel mit Luken auch als Einstieg für die Mannschaft.

## Einsatz
Bevor die Passagierbeförderung mit Luftschiffen begann, war so gut wie jede Luftschiffgondel auch eine Führergondel. Zunächst lagen die Passagierbereiche in der Gondel, erstmals wurden sie bei der R100, später auch in der R101, bei LZ 129 und LZ 130 im Luftschiffkörper verbaut, vorgesehen war dies zudem bei LZ 128. Der Gondel kam somit lediglich die Bedeutung zur Steuerung bei. Bei Luftschiffen wie LZ 126 oder LZ 127 stellte die Gondel durch die Fahrgasträume im Heck keine Führergondel dar, dies war höchstens der vordere Teil der Kabine.